# Moldavië op het Eurovisiesongfestival 2010
Moldavië deed mee aan het Eurovisiesongfestival  2010.  Het was de zesde deelname van het land op het Eurovisiesongfestival. TRM was verantwoordelijk voor de Moldavische bijdrage voor de editie van 2010. 

## O melodie pentru Europa 2010
De nationale finale werd verspreid over drie uitzendingen. De show heette O melodie pentru Europa. Er werden twee halve finales en een finale gehouden.

### Halve finales
De twee halve finales werden op 27 en 28 februari gehouden. In elke halve finale deden 15 acts mee, waarvan er steeds 7 naar de finale gingen. In elke show werd er gestemd via een jury en via televoting.

### Halve finale 1
Uit deze halve finale gingen zeven artiesten door naar de finale.
| Startplaats | Artiest                         | Song                   |
| ----------- | ------------------------------- | ---------------------- |
| 1           | Mihai Teodor                    | "Ai-Ai-Ai"             |
| 2           | Corina Cuniuc and Denis Latâşev | "Forever"              |
| 3           | Doinița Gherman                 | "Meloterapia"          |
| 4           | SunStroke Project and Olia Tira | "Run Away"             |
| 5           | Millennium                      | "Before You Go"        |
| 6           | Marcel Rosca                    | "If Love Is The Thing" |
| 7           | Nicoleta Gavrilita              | "De tristețe"          |
| 8           | Dyma                            | "Manipulate"           |
| 9           | JJ Jazz                         | "So Many Questions"    |
| 10          | Todo                            | "Dance 4 Life"         |
| 11          | Eugen Doibani                   | "Love Sweet Love"      |
| 12          | Monkey Mind and Daniela         | "Smile"                |
| 13          | Dana Marchitan                  | "Day and Night"        |
| 14          | Constantinova and Fusu          | "The Robbery"          |
| 15          | Carolina Gorun                  | "Addicted"             |

### Halve finale 2
Uit deze halve finale gingen zeven artiesten door naar de finale.
| Startplaats | Artiest           | Song                   |
| ----------- | ----------------- | ---------------------- |
| 1           | Boris Covali      | "No Name"              |
| 2           | Pavel Turcu       | "Imn Eurovision"       |
| 3           | Gloria            | "I'm Not Alone"        |
| 4           | Pasha             | "You Should Like"      |
| 5           | Alexandru Manciu  | "Rămîi lîngă mine"     |
| 6           | Mariana Mihăilă   | "Say I'm Sorry"        |
| 7           | Vitalie Toderascu | "Ţi-aduci aminte"      |
| 8           | Gicu Cimbir       | "Cine sunt eu"         |
| 9           | Irina Tarasiuc    | "Lucky Star"           |
| 10          | Cristy Rouge      | "Don't Break My Heart" |
| 11          | Veronica Lupu     | "Poza ta"              |
| 12          | Valeria Tarasova  | "See You Soon"         |
| 13          | MBeyline          | "Never Step Back"      |
| 14          | Brand             | "S.O.S."               |
| 15          | Cristina Croitor  | "My Heart"             |

### Finale
De finale van O melodie pentru Europa 2010 werd gehouden op 6 maart. Er deden 14 artiesten mee. De winnaar werd gekozen door een jury en door televoting.
| Startplaats | Artiest                         | Song               | Jury | Televote | Totaal | Plaats |
| ----------- | ------------------------------- | ------------------ | ---- | -------- | ------ | ------ |
| 1           | Doinița Gherman                 | "Meloterapia"      | 0    | 5        | 5      | 10     |
| 2           | Valeria Tarasova                | "See You Soon"     | 5    | 1        | 6      | 9      |
| 3           | SunStroke Project and Olia Tira | "Run Away"         | 12   | 12       | 24     | 1      |
| 4           | Pasha                           | "You Should Like"  | 10   | 7        | 17     | 3      |
| 5           | Dyma                            | "Manipulate"       | 2    | 4        | 6      | 7      |
| 6           | Pavel Turcu                     | "Imn Eurovision"   | 0    | 6        | 6      | 6      |
| 7           | Eugen Doibani                   | "Love Sweet Love"  | 1    | 3        | 4      | 11     |
| 8           | Boris Covali                    | "No Name"          | 9    | 0        | 9      | 5      |
| 9           | Carolina Gorun                  | "Addicted"         | 0    | 0        | 0      | 13     |
| 10          | Gicu Cimbir                     | "Cine sunt eu"     | 3    | 0        | 3      | 12     |
| 11          | Millennium                      | "Before You Go"    | 7    | 10       | 17     | 2      |
| 12          | Cristina Croitoru               | "My Heart"         | 6    | 9        | 15     | 4      |
| 13          | Monkey Mind and Daniela         | "Smile"            | 0    | 0        | 0      | 13     |
| 14          | Alexandru Manciu                | "Rămîi lîngă mine" | 4    | 2        | 6      | 8      |

## In Oslo
Moldavië mocht de eerste halve finale openen. Dat deden ze met een eurodance liedje. ‘Run away’. Moldavië wilde wat verder teren op de succesformule van Alexander Rybak, namelijk zijn viool. Op het podium stond een ronddraaiende violist en een saxofonist. Sergey, de saxofonist, werd later een internethype in Moldavië. De groep koos voor een kleurrijke inkleding. Zangeres Olia had zichzelf een maskertje geschminkt voor haar optreden. Dankzij de grote slaagkans van dit jaar bereikte de groep de finale, maar bleek daar toch een maat te klein. De zang van Olia was niet altijd even  zuiver, maar vooral de prestaties van zanger Sergei waren ondermaats en nekte de inzending.

2005 · 2006 · 2007 · 2008 · 2009 · 2010 · 2011 · 2012 · 2013 · 2014 · 2015 · 2016 · 2017 · 2018 · 2019 · 2020 · 2021 · 2022 · 2023 · 2024 · 2025
Albanië · Armenië · Azerbeidzjan · België · Bosnië en Herzegovina · Bulgarije · Cyprus · Denemarken · Duitsland · Estland · Finland · Frankrijk · Georgië · Griekenland · Ierland · IJsland · Israël · Kroatië · Letland · Litouwen · Macedonië · Malta · Moldavië · Nederland · Noorwegen · Oekraïne · Polen · Portugal · Roemenië · Rusland · Servië · Slovenië · Slowakije · Spanje · Turkije · Verenigd Koninkrijk · Wit-Rusland · Zweden · Zwitserland